# Гольяновские рабы
Голья́новские рабы́ — получившие широкую известность случаи порабощения людей в современной истории России, происходившие в московском районе Гольяново. Жертвами порабощения являлись граждане Узбекистана, Казахстана и Таджикистана, в основном женщины, подвергавшиеся не только трудовой, но и сексуальной эксплуатации и жестокому обращению. История получила международную известность и приводилась в докладах российских и международных правозащитных организаций как яркий пример, иллюстрирующий неудовлетворительную ситуацию в борьбе с рабством в России, как и безнаказанность поработителей.

## Освобождение
30 октября 2012 года группа гражданских активистов Российского трансгуманистического движения и движения «Альтернатива» под руководством Олега Мельникова и Данилы Медведева в сопровождении команды тележурналистов освободила из подсобки круглосуточного магазина «Продукты» на Новосибирской улице, дом 11, принадлежавшего Шолпан Истанбековой, 12 человек — девять женщин и трёх мужчин, граждан Казахстана, Узбекистана и Таджикистана. Как оказалось, некоторые из них находились в рабстве более 12 лет.
Во время освобождения сотрудники магазина схватили одну девочку, посадили в машину и вывезли в неизвестном направлении. Как оказалось, похищенная девочка является дочерью одной из освобождённых рабынь.

## Реакция официальных российских властей
Глава Совета при президенте РФ по правам человека Михаил Федотов в ходе рабочей встречи с послом по особым поручениям управления по надзору и борьбе с торговлей людьми Госдепартамента США Луисом Дебака назвал рабство «международным злом».
Прокуратура Преображенского района Москвы в ноябре 2012 года закрыла дело о незаконном лишении свободы сотрудниц продуктового магазина за отсутствием состава преступления.

## Реакция Госдепа США
Дело мигрантов в московском районе Гольяново фигурировало в докладе госдепартамента США о торговле людьми. Россия была помещена в последнюю, самую низкую категорию вместе с такими странами, как Северная Корея и Руанда.

## Жалоба на бездействие следователей
В начале 2013 года адвокаты «гольяновских рабов» обратились в российский суд с жалобой на бездействие следователей. Они жаловались на действия следователя Дамира Самерханова, в чьём производстве находилось уголовное дело. По их словам, дело было возбуждено по статье 127 УК РФ «Незаконное лишение свободы», однако следствие отказалось привлекать кого-либо к ответственности за принудительное использование труда, что в формулировке уголовного кодекса считается более тяжким преступлением.

### Жалоба в ЕСПЧ
В конце 2016 года гражданки Казахстана Фатима и Алия Мусабеевы, гражданки Узбекистана Гульнажар Назанова и Бакия Касымова подали жалобу в Европейский суд по правам человека в Страсбурге ввиду нарушения нескольких статей Европейской конвенции о защите прав человека, так как их держали в рабстве. Заявительницы жалуются на принудительный труд, в магазинах женщин заставляли работать «в течение почти 21 часа каждый день» под угрозой насилия, а покидать подсобку сотрудницам не разрешали. Одна из заявительниц указала в жалобе, что впервые вышла из магазина только спустя три года после приезда в Москву.
Работниц также лишали еды, спали они не более четырёх часов в сутки; кормили их просроченной едой. В жалобе также говорится, что у женщин не было регулярного доступа к туалету и медицинской помощи и их регулярно избивали. Из-за жестокого обращения у бывших работниц были обнаружены различные заболевания, «от дефектов памяти до расстройства личности».
Кроме того, в жалобе говорится о том, что женщин лишили эффективных средств правовой защиты. По словам юриста комитета «Гражданское содействие» Михаила Кушпеля, представлявшего интересы жертв рабства в российских судах, «неоднократно выносились постановления об отказе в возбуждении дела. Мы их обжаловали, вышестоящий следственный орган или прокуратура эти отказы отменяли, а спустя непродолжительное время выносился очередной отказ. Так произошло не менее 16 раз». Заявительницы написали в жалобе, что несколько раз работницам магазина удавалось бежать из рабства и добраться до отдела полиции, но оттуда их снова возвращали в магазин.
В жалобе также указывается, что была нарушена статья 8 Конвенции, право на уважение частной и семейной жизни. Все женщины-рабыни забеременели в результате сексуального насилия. Так, рабыня Назанова сделала нелегальный аборт на позднем сроке, а Мусабеева родила уже после освобождения. Дети Касымовой родились в изоляции; её старшая дочь умерла в возрасте двух лет, а сына воспитывали владелицы магазина, и он также подвергался жестокому обращению.
10 декабря 2024 года по делу «Гольяновских рабов» было вынесено решение Европейского суда по правам человека (ЕСПЧ), заявителями по которому являются далеко не все жертвы. Суд постановил, что заявители были жертвами торговли людьми, и что государство-ответчик не выполнило свои обязательства по ст. 4, 14 Конвенции (запрет рабства и дискриминации). Всего Россия должна выплатить 319 731,75 евро пострадавшим за моральный ущерб и в качестве компенсации судебных издержек.

## Новые жертвы рабства в Гольяново
5 декабря 2016 года гражданка Казахстана Несибели Ибрагимова убежала из магазина «Продукты», принадлежащего Жансулу Истанбековой. В конце декабря девушка обратилась за помощью в Комитет «Гражданское содействие». Согласно её сообщению, в мае 2016 года её пригласили на работу в Москву, при первой встрече хозяйка отобрала документы. Несибели Ибрагимову насильно удерживали в магазине восемь месяцев и постоянно избивали.
Девушка, которая помогла Несибели бежать, нашла контакты движения против рабства «Альтернатива». Его лидер Олег Мельников приехал за Несибели почти сразу, девушке нашли жильё, снабдив её одеждой и продуктами. В первый же день с ней сходили в травмпункт, где засвидетельствовали побои. Члены движения собрали деньги на возвращение девушки в Казахстан. 27 декабря она подала заявление в дежурную часть ГУ МВД по Москве.
Комитет «Гражданское содействие» совместно с ПЦ «Мемориал» заявил о намерении оказывать юридическую помощь пострадавшей. «Мы будем добиваться возбуждения судопроизводства по факту нанесения телесных повреждений», — сказала адвокат Гульнара Бободжанова.

## Отражение в культуре
Альметьевский татарский государственный драматический театр по пьесе Олжаса Жанайдарова, основанной на событиях в Гольяново, в 2017 году поставил спектакль «Кибет» («Магазин»). По сюжету спектакля, казашка Зияш, владелица дешёвого продуктового магазина в Москве, наживается на рабском труде своих соотечественниц, чтобы искупить все свои грехи, построив мечеть на родине.
В феврале 2022 года фильм «Продукты 24» режиссёра Михаила Бородина об истории «гольяновских рабов» и жизни мигрантов в России был показан на биеннале «Панорама» 72-го Берлинского кинофестиваля.